# Marc Seguin

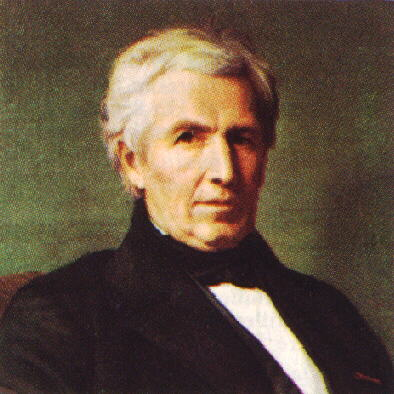
Marc Seguin

Marc Seguin (* 20. April 1786 in Annonay; † 24. Februar 1875 ebenda) war ein französischer Ingenieur. Er ist als Konstrukteur von Hängebrücken und Dampflokomotiven in die Technikgeschichte eingegangen. Er war ein Neffe der Gebrüder Montgolfier.

## Leben und Werk
Seguin verwendete wie George Stephenson den Röhrenkessel für Dampfmaschinen. Ob Seguin Stephenson auf diese Idee brachte oder ob er sich dieses Konstruktionsprinzip bei Stephenson abgeschaut hatte, ist bis heute umstritten. In den Jahren 1827 und 1828 verbrachte er drei Monate in England, wo er auch die Fabrik von Stephenson besuchte. 1828 meldete er in Frankreich ein Patent für einen Dampfkessel mit mehreren Heizrohren für eine stationäre Dampfmaschine an. Die ersten Testfahrten mit seiner Lokomotive führte er erst kurz nach dem Rennen von Rainhill durch. Somit war jedenfalls die Rocket die erste Dampflokomotive im Betrieb mit mehreren Heizrohren. Die Feuerbüchse von Seguins Lokomotive war Teil des Kessels. Die Belüftung der Feuerbüchse musste durch große Ventilatoren am Schlepptender sichergestellt werden. Der Schornstein war direkt über der Feuerbüchse montiert. Der Abdampf aus den Zylindern verpuffte ungenutzt. Insgesamt war die Rocket die fortschrittlichere Konstruktion.
Am 7. Juni 1826 erwarb er die Konzession für den Bau einer Eisenbahn von Saint-Étienne zum 58 km entfernten Lyon. Diese im Jahr 1831 in Betrieb genommene und ein Jahr später vollständig fertiggestellte Eisenbahnstrecke war die erste in Frankreich und auf dem europäischen Festland, die mit einer Dampflokomotive und für den öffentlichen Reiseverkehr betrieben wurde.
Seguin konstruierte insgesamt 12 Lokomotiven, ehe er sich dem Brückenbau zuwandte. Er verbesserte das System von Hängebrücken und gilt als der Erfinder der Tragseilbrücke. Während in Europa, vor allem in Großbritannien, Kettenbrücken üblich waren, entwickelte Guillaume-Henri Dufour aufgrund von Skizzen Seguins Ende des Jahres 1822 eine Hängebrücke mit Drahtseilen mit einem Mittelturm und zwei Spannweiten. Die Brücke Passerelle de Saint-Antoine in Genf, die erste Drahtseil-Hängebrücke Europas, wurde 1823 nach Dufours Plan in fünf Monaten erbaut.
Kurz darauf errichtete Seguin in Annonay zusammen mit einigen Nachbarn auf privatem Gelände seine erste eigene Drahtseil-Hängebrücke, die im Jahr 1825 eröffnet wurde. Sie galt als Test für die Hängebrücke über die Rhône zwischen Tournon-sur-Rhône und Tain-l’Hermitage, deren Bauarbeiten schon begonnen hatten und die später als Passerelle Marc Seguin bekannt wurde. Weil ihre Durchfahrtshöhe zu gering war, musste sie mit Beginn der Dampfschifffahrt abgerissen werden und wurde später neu aufgebaut. Nach diesem Vorbild wurden über die Rhône schließlich noch weitere 20 Brücken errichtet. Zusammen mit seinen vier Brüdern baute er in Frankreich 186 Brücken, die zum Teil noch bis heute in Betrieb sind.
Seguin wurde im Jahr 1836 zum Ritter der Ehrenlegion ernannt. Im Jahr 1845 wurde er als korrespondierendes Mitglied in die Académie des sciences aufgenommen. Sein Name ist unter den 72 Namen hervorragender Personen auf dem Eiffelturm aufgeführt.
Er war dreimal verheiratet und hatte insgesamt 19 Kinder.